# Red Hot Mamma
Red Hot Mamma es un corto de animación estadounidense de 1934, de la serie de Betty Boop. Fue producido por los estudios Fleischer y distribuido por Paramount Pictures.

## Argumento
Una nivosa noche, Betty Boop se despierta aterida y comprueba que las ventanas están abiertas. Tras cerrarlas, enciende la chimenea y se acuesta al lado de ella. El calor del fuego le hará soñar con una calurosa estancia en el infierno.

## Realización
Red Hot Mamma es la vigésima quinta entrega de la serie de Betty Boop y fue estrenada el 2 de febrero de 1934.